# Бич, Крис
Крис Бич (англ. Kris Beech; 5 февраля 1981, Сэлмон Арм, Британская Колумбия, Канада) — канадский хоккеист, центральный нападающий североирландского клуба «Белфаст Джайантс».
На драфте НХЛ 1999 года был выбран в 1 раунде под общим 7 номером командой «Вашингтон Кэпиталз». 11 июля 2001 года обменян в «Питтсбург Пингвинз». 9 сентября 2005 года обменян в «Нэшвилл Предаторз». 9 марта 2006 года обменян в «Вашингтон Кэпиталз».

## Статистика
```
                                            --- Regular Season ---  ---- Playoffs ----
Season   Team                        Lge    GP    G    A  Pts  PIM  GP   G   A Pts PIM
--------------------------------------------------------------------------------------
1996-97  Calgary Hitmen              WHL     8    1    1    2    0  --  --  --  --  --
1997-98  Calgary Hitmen              WHL    58   10   25   35   24  12   4   5   9  14
1998-99  Calgary Hitmen              WHL    68   26   41   67  103   6   1   4   5   8
1999-00  Calgary Hitmen              WHL    66   32   54   86   99   5   3   5   8  16
2000-01  Calgary Hitmen              WHL    40   22   44   66  103  10   2   8  10  26
2000-01  Washington Capitals         NHL     4    0    0    0    2  --  --  --  --  --
2001-02  Pittsburgh Penguins         NHL    79   10   15   25   45  --  --  --  --  --
2002-03  Wilkes-Barre/Scranton Pen   AHL    50   19   24   43   76   5   1   1   2   0
2002-03  Pittsburgh Penguins         NHL    12    0    1    1    6  --  --  --  --  --
2003-04  Wilkes-Barre/Scranton Pen   AHL    53   20   25   45   97  22   9   6  15   3
2003-04  Pittsburgh Penguins         NHL     4    0    1    1    6  --  --  --  --  --
2004-05  Wilkes-Barre/Scranton Pen   AHL    68   14   48   62  146  11   4   6  10  14
2005-06  Milwaukee Admirals          AHL    48   18   32   50   48  --  --  --  --  --
2005-06  Nashville Predators         NHL     5    1    2    3    0  --  --  --  --  --
2005-06  Washington Capitals         NHL     5    0    0    0    4  --  --  --  --  --
2005-06  Hershey Bears               AHL    10    8    6   14    6  21  14  14  28  30
2006-07  Washington Capitals         NHL    64    8   18   26   46
--------------------------------------------------------------------------------------
         NHL Totals                        173   19   37   56  109

```